# Lasserre, Haute-Garonne
Lasserre är en kommun i departementet Haute-Garonne i regionen Occitanien i södra Frankrike. Kommunen ligger i kantonen Léguevin som tillhör arrondissementet Toulouse. År 2017 hade Lasserre 982 invånare.

## Befolkningsutveckling
Antalet invånare i kommunen Lasserre
Referens:INSEE